# Patricia Coleman
Patricia „Pat“ Coleman (* 13. Mai 1953 in Tottenham) ist eine ehemalige australische Tennisspielerin.

## Karriere
Patricia Coleman konnte bereits als Jugendliche 1971 und 1972 das Juniorinneneinzel der Australian Open gewinnen. Im Jahr 1972 trat sie auch im Dameneinzel der Australian Open an und konnte sich ins Viertelfinale spielen, in dem sie der späteren Turniersiegerin Virginia Wade unterlag. Ihr größter Karriereerfolg war das Erreichen des Finales im Doppel der Australian Open 1972 an der Seite von Karen Krantzcke. Dieses verloren sie gegen ihre Landsfrauen Helen Gourlay und Kerry Harris in drei Sätzen. Nach 1974 trat sie bei keinem Grand-Slam-Turnier an.
Im Jahr 1973 war sie Mitglied der australischen Fed-Cup-Mannschaft. Sie wurde in vier Runden eingesetzt und spielte vier Einzelmatches, die sie allesamt gewann. Im Finale gewann das Team gegen  Südafrika.

## Finalteilnahmen bei Grand-Slam-Turnieren

### Doppel
| Nr. | Datum          | Turnier         | Belag | Partnerin       | Finalgegnerinnen           | Ergebnis |
| --- | -------------- | --------------- | ----- | --------------- | -------------------------- | -------- |
| 1.  | 3. Januar 1972 | Australian Open | Rasen | Karen Krantzcke | Helen Gourlay Kerry Harris | 0:6, 4:6 |